# Prihod
Prihod (v izvirniku angleško Arrival) je ameriški znanstvenofantastični film režiserja Denisa Villeneuva, ki je izšel konec leta 2016 v distribuciji Paramount Pictures. Posnet je bil po kratki zgodbi »Story of Your Life« pisatelja Teda Chianga in spremlja jezikoslovko Louise Banks, ki jo ameriška vojska prosi za pomoč pri prevajanju sporočil iz ene od nezemeljskih vesoljskih ladij, ki so se nekega dne pojavile nad različnimi kraji po svetu. Ugotoviti mora, zakaj so obiskali Zemljo, preden napetosti prerastejo v oborožen spopad. V glavnih vlogah so zaigrali Amy Adams, Jeremy Renner in Forest Whitaker.
Film je doživel premiero na beneškem filmskem festivalu 1. septembra 2016, od 11. novembra tega leta pa je bil v rednem kino sporedu v Združenih državah Amerike. Občinstvo in kritiki so ga dobro sprejeli, posebej so izpostavili igro Amy Adams, režijo in inteligentno obravnavo prvega stika z nezemeljsko civilizacijo. Prinesel je približno 200 milijonov USD prihodkov od predvajanja v kinih, kasneje pa so ga številni kritiki razglasili za enega najboljših filmov leta. Na 89. podelitvi oskarjev je bil nominiran za osem nagrad, med njimi tudi za najboljši film, od katerih je prejel nagrado za najboljšo montažo zvoka. Amy Adams je bila nominirana tudi za zlati globus.

## Zgodba
Hannah, hči jezikoslovke Louise Banks (Amy Adams), v uvodnem prizoru umre za neozdravljivo boleznijo.
Nekega dne se na Zemlji pojavi dvanajst vesoljskih ladij nezemeljskega izvora, vsaka nad drugo državo. Oficir ameriške vojske, polkovnik Weber (Forest Whitaker), rekrutira Louise in fizika Iana Donnellyja (Jeremy Renner), da bi pomagala ugotoviti, zakaj so prišli, in ju odpelje do improviziranega oporišča v Montani, v bližini ene od ladij. Na njenem krovu Louise in Ian navežeta stik s parom nezemljanov, »heptapodov« (imajo namreč sedem okončin), ki ju Ian poimenuje Abbott in Costello. Pričneta raziskovati nezemeljsko pisavo, sestavljeno iz zapletenih krožnih simbolov. Ko si prizadeva razumeti jezik, se Louise prikazuje njena hči Hannah, ki vpraša po svojem odsotnem očetu.
Louise čez nekaj časa uspe razvozlati pisavo do te mere, da jih vpraša, zakaj so prišli. Odgovor je »ponuditi orožje«. Vendar pa Kitajci odgovor prevedejo po svoje, v »uporabiti orožje«, zato prekinejo sodelovanje, čemur sledi še več držav. Louise jih neuspešno poskuša prepričati, da bi lahko simbol »orožje« razumeli tudi kot »orodje« in da Kitajci uporabljajo prevajalsko metodo, nagnjeno k tekmovalnosti.
Kmalu po tistem uporni vojaki, ki so prepričani, da nezemljani predstavljajo grožnjo, nastavijo bombo v plovilo. Louise in Ian nevedoč znova prideta na krov, zato jima nezemljana prikažeta večje in mnogo kompleksnejše sporočilo, nato pa ju Abbot tik pred eksplozijo potisne iz plovila. Ko se zbudita iz nezavesti, se vojska že pripravlja na evakuacijo, vesoljska ladja pa lebdi izven dosega. Ian takrat odkrije, da se po vsem sporočilu ponavlja znak za čas in da simboli zasedajo točno dvanajstino prostora, na katerega so bili projicirani. Louise sklepa, da je celotno sporočilo razdeljeno med vseh dvanajst plovil in da torej nezemljani želijo, da si države izmenjajo znanje.
Kitajski general Šang (Tzi Ma) takrat izda ultimat nezemljanom, zahteva, da v roku 24 ur odidejo. Enako storijo Rusija, Pakistan in Sudan. Louise se sama odpravi proti plovilu, ki pošlje manjši čolniček, da jo odpelje v notranjost. Pokaže se samo Costello in napiše, da Abbot umira oz. je mrtev. Razloži, da »orožje odpre čas« in da Louise lahko vidi v prihodnost. Njeni spomini na Hannah so bila pravzaprav videnja. Nezemljani so prišli pomagat človeštvu, saj bodo čez tri tisoč let sami potrebovali pomoč.
Louise se vrne v oporišče, ki ga že evakuirajo, in pove Ianu, da je nezemeljski jezik »orožje« – tisti, ki ga obvladajo, so sposobni dojeti preteklost in prihodnost. Doživi videnje sprejema pri Organizaciji združenih narodov, na katerem se ji Šang zahvali za to, da ga je prepričala, da ustavi napad in sicer tako, da ga je poklicala na njegovo zasebno številko in mu ponovila zadnje besede njegove pokojne žene. V sedanjosti Louise ukrade satelitski telefon, pokliče številko in ponovi besede. Kitajci kmalu po tistem oznanijo, da ne bodo napadli in objavijo svojo dvanajstino sporočila. Temu sledijo še ostale države, nakar vesoljske ladje izginejo.
Ian med pripravami na odhod prizna Louise, da je zaljubljen vanjo. Govorita o življenjskih odločitvah in o vprašanju, ali bi jih spremenili, če bi lahko videli v prihodnost. Louise ve, da bo imela otroka z njim, kljub temu, da pozna njihovo usodo: da bo Hannah mlada umrla in da jih bo Ian zapustil, ko bo spoznal, da je ona že vnaprej vedela vse.

## Igralska zasedba
- Amy Adams – Louise Banks
- Jeremy Renner – Ian Donnelly
- Forest Whitaker – polkovnik Weber
- Michael Stuhlbarg – agent Halpern
- Mark O'Brien – poveljnik Marks
- Tzi Ma – general Šang

- Amy Adams (2015)
- Jeremy Renner (2014)
- Forest Whitaker (2014)
- Michael Stuhlbarg (2016)
- Mark O'Brien (2013)
- Tzi Ma (2016)

## Produkcija
Villeneuve je že dlje časa želel posneti znanstvenofantastičen film, a ni našel prave teme. Scenarist Eric Heisserer je medtem že več let brez uspeha ponujal studiem predelavo Chiangove kratke zgodbe »Story of Your Life« in že skoraj obupal, ko sta mu producenta Dan Cohen in Dan Levine predlagala ZF projekt. Zgodbo sta pokazala Villeneuvu, kateremu je bila takoj všeč, četudi je bil zaposlen s filmom Ugrabljeni, zaradi česar ni imel časa za resno predelavo v scenarij. Prvi osnutek sta zato napisala Cohen in Levine, nato pa ga je Villeneuve predelal v končni scenarij. Med drugim je spremenil naslov, saj se mu je zdelo, da preveč spominja na romantično komedijo in da je scenarij že tako drugačen od literarne predloge. Po Heissererjevih besedah je imela zgodnja različica scenarija drugačen konec: v njem je bil darilo heptapodov načrt za medzvezdno ladjo, kar bi omogočilo ljudem, da poselijo druge planete in se toliko razvijejo, da jim bodo lahko pomagali čez tri tisoč let. Vendar pa sta po izidu filma Medzvezdje leta 2014 z Villeneuvom sklenila, da to ni dobra zamisel, in se odločila, da bo darilo nekaj, kar »imamo pred seboj ... moč njihovega jezika«.
Nezemeljsko pisavo, ki spominja na odtise kavnih skodelic, je oblikovala umetnica Martine Bertrand po scenaristovem izvirnem konceptu. Nato so jo dali v analizo računalnikarjema Stephenu in Christopherju Wolframu, kar je predstavljalo osnovo za Louisino delo v filmu. Kot svetovalci za pisavo so bili vključeni tudi jezikoslovci z McGillove univerze iz Montréala, pri zvokih, ki so jih ustvarili iz posnetkov kitovih klicev in mačjega predenja, pa je svetoval strokovnjak za fonetiko Morgan Sonderegger z iste univerze. Osnovna premisa filma je lingvistična relativnost oz. Sapir-Whorfova hipoteza, ki pravi, da jezik bistveno vpliva na način razmišljanja govorca, kar je omogočilo Louise vpogled v prihodnost, ko se je naučila nezemeljskega jezika. Zadnje besede Šangove žene so bile »v vojni ni zmagovalcev, so le vdove« (v kitajščini). Villeneuve jih je pustil brez podnapisa za učinek skrivnostnosti, pomen stavka je šele kasneje razkril Heisserer.
Samo snemanje se je začelo 7. junija 2015, ko je Renner končal z delom na filmu Kapitan Amerika: Državljanska vojna.  Večina posnetkov je nastala v kanadskem mestu Montreal z okolico, za zunanje posnetke pa so uporabili krajino v bližini izliva Reke svetega Lovrenca. Posebno pozornost so posvetili iskanju lokacije pristanka, saj bi gorata okolica vizualno prevladala nad velikostjo ladje, pusta ravninska lokacija pa bi bila po mnenju producentov preveč klišejska.
Filmsko glasbo je ustvaril islandski skladatelj Jóhann Jóhannsson. V uvodu in zaključku se vrti kompozicija »On the Nature of Daylight« skladatelja Maxa Richterja, ki je bila pred tem uporabljena že v psihološkem trilerju Zlovešči otok (2010).

## Izid
Podjetje Paramount Pictures je maja 2014 pridobilo pravice za distribucijo v Severni Ameriki in na Kitajskem. Odkupilo jih je za 20 milijonov USD na dražbi na filmskem festivalu v Cannesu, kar je bil rekord za ta festival. Kmalu po tistem je podjetje Sony Pictures Releasing International odkupilo pravice za distribucijo v večini preostanka sveta.
Uradni napovednik je izšel avgusta 2016. Distributer je izdal tudi vrsto promocijskih plakatov. Eden od njih, ki prikazuje vesoljsko ladjo heptapodov, ki lebdi nad Hong Kongom, je sprožil nekaj negodovanja tamkajšnje javnosti, saj je panorama mesta fotomontaža z zgradbo Oriental Pearl Tower, ki v resnici stoji v Šanghaju (pripadnost Hongkonga Kitajski je še vedno kontroverzna tema). Distributer je umaknil ta plakat in pripisal napako najetemu oblikovalcu.
Svetovna premiera filma je bila 1. septembra 2016 na Beneškem filmskem festivalu, kasneje pa je bil prikazan tudi na Mednarodnem filmskem festivalu v Torontu, Filmskem festivalu v Telluridu (ZDA), in Filmskem festivalu BFI v Londonu. Na redni spored kinematografov v ZDA je prišel 11. novembra tistega leta, v Slovenijo pa dva tedna kasneje, v distribuciji podjetja Con film.

### Domači video
Za domači video je film najprej izšel v digitalni distribuciji, v formatu HD prek storitev Amazon Video in iTunes 31. januarja 2017. Dva tedna kasneje, 14. februarja, je prišel v prodajo še v fizični obliki na nosilcih DVD in BluRay. Že 11. novembra 2016, hkrati z začetkom predvajanja v kinodvoranah, je izšel tudi soundtrack filma pri založbi Deutsche Grammophon.

## Odziv
Kljub kompleksnejši tematiki se je ob izidu izkazal za uspešnico in je že v otvoritvenem vikendu prinesel 24 milijonov USD prihodkov od obiska kinodvoran v ZDA, do konca predvajanja 100 milijonov in še dodatna 102 milijona drugod po svetu. S tem je presegel pričakovanja analitikov, ki so temeljila na anketah med testnim občinstvom in dejstvu, da je moral tekmovati za obisk s fantazijskim spektaklom Doktor Strange.
Deležen je bil tudi vsesplošnega odobravanja kritikov, s povprečno oceno 8,3/10 in 94 % pozitivnih ocen (od 335 recenzij). Nekateri komentatorji so bili sicer mnenja, da prižene zamisel lingvistične relativnosti do absurda – lingvističnega determinizma, ki pravi, da jezik povsem določa način razmišljanja govorca (Louisino znanje nezemeljskega jezika spremeni njen um v tolikšni meri, da pridobi »nadnaravno« sposobnost), kar velika večina jezikoslovcev zavrača. Kljub temu je večina kritikov pohvalila inteligentno zgodbo ter Prihod primerjala z drugimi uspešnimi upodobitvami prvega stika z nezemeljsko civilizacijo, kot sta Bližnja srečanja tretje vrste in Stik. Pohvalili so tudi prepričljivo igro Amy Adams.
Vrsta publikacij je Prihod kasneje vključila na retrospektivne sezname najboljših filmov leta 2016, od tega 14 pomembnejših (med njimi revija The Atlantic) na prvo mesto. Tudi Ameriški filmski inštitut (AFI) ga je uvrstil med deset najboljših filmov leta.

### Nagrade
Sezono ameriških filmskih nagrad 2016 sta sicer zaznamovala zlasti drama Mesečina in muzikal Dežela La La, je pa bil Prihod nominiran v kategoriji najboljši celovečerni film za večino glavnih hollywoodskih nagrad, vključno z oskarji, kar znanstvenofantastičnim filmom ne uspe pogosto.
Na 89. podelitvi oskarjev je bil film nominiran za skupno osem nagrad, pri čemer pa Amy Adams kljub pričakovanjem ni bila med nominirankami za najboljšo glavno žensko vlogo. Izpadla je tudi nominacija za najboljšo glasbeno podlago – Prihod je bil v tej kategoriji diskvalificiran, saj ima Richterjeva skladba »On the Nature of Daylight«, ki ni nastala posebej za ta film, po sklepu komisije za glasbo pri Akademiji preveč vidno vlogo in odvrne pozornost od Jóhannssonovih kompozicij, kar ovira vrednotenje. Na koncu je Prihod prinesel le oskarja za najboljšo montažo zvoka kanadskemu montažerju Sylvainu Bellemareju.
Med ostalimi pomembnejšimi priznanji so nagrada Bafte za zvočno podlago in nagradi za najboljši scenarij po literarni predlogi na podelitvah Bafte ter Critics' Choice Movie Awards. Amy Adams je bila nominirana za zlati globus, nagrado Bafte in še nekaj pomembnejših za najboljšo glavno žensko vlogo, prejela pa je vrsto manjših. Poleg tega je Prihod prinesel ustvarjalcem več vidnih nagrad za dosežke v znanstveni fantastiki, kot sta Hugo in nagrada Raya Bradburyja za dolgometražni film.